# Cedrelinga cateniformis
Cedrelinga cateniformis je jediný druh rodu Cedrelinga z čeledi bobovité. Je to jeden z nejmohutnějších stromů jihoamerického pralesa, dorůstající výšky až 70 metrů. Vyznačuje se velkými dvakrát zpeřenými listy, drobnými zelenavými květenstvími a rozpadavými tenkými plody, které jsou šířeny větrem.

## Popis
Cedrelinga cateniformis je gigantický strom, dorůstající výšky až 70 metrů a průměru kmene (ve 150 cm od země) téměř 2 metry. Kůra je červenavá, řídce žlábkovitě rozpukaná. Listy jsou dvakrát zpeřené, na hlavním vřetenu listu je několik (většinou 4) postranních vřeten, na každém z nich jsou 3 až 4 páry lístků. Lístky jsou poměrně velké, 6 až 11 cm dlouhé a 3 až 5,5 cm široké. Květy jsou drobné, zelenavé, v drobných hlávkách uspořádaných po několika ve svazcích skládajících vrcholové laty. Kalich je zvonkovitý. Koruna je pětičetná, s laloky delšími než korunní trubka. Tyčinek je mnoho, dlouze vyčnívají z květů a ve spodní části jsou srostlé do trubičky. Plody jsou visící, ploché, stopkaté, pokroucené a mezi semeny zaškrcované. Za zralosti se rozpadají na 2 až 6 plochých jednosemenných dílů. Semena jsou velká, plochá, okrouhlá, s tenkým osemením.

## Rozšíření
Druh je rozšířen v nížinných deštných lesích Jižní Ameriky od jihovýchodní Kolumbie a jižní Venezuely po Peru a Brazílii. Vyskytuje se v nezaplavovaných nížinných lesích v nadmořských výškách 100 až 300 metrů. 

## Ekologické interakce
Tenké rozpadavé plody Cedrelinga cateniformis jsou šířeny větrem.

## Význam
Cedrelinga je jedním z nejdůležitějších amazonských stromů těžených pro dřevo, a to zejména v oblastech s chudými půdami. Dřevo je obchodováno pod názvem pakuli a je používáno zejména na nábytek, podlahy, stavby a podobně.
Je také jednou z běžně používaných složek drogy ayahuasca.